# Halaula
Halaula és una concentració de població designada pel cens dels Estats Units a l'estat de Hawaii. Segons el cens del 2000 tenia 495 habitants.

## Demografia
Segons el cens del 2000, Halaula tenia 495 habitants, 149 habitatges, i 114 famílies La densitat de població era de 71,47 habitants per km².
Dels 149 habitatges en un 30,9% hi vivien nens de menys de 18 anys, en un 49,0% hi vivien parelles casades, en un 21,5% dones solteres, i en un 23,5% no eren unitats familiars. En el 16,8% dels habitatges hi vivien persones soles el 7,4% de les quals corresponia a persones de 65 anys o més que vivien soles. El nombre mitjà de persones vivint en cada habitatge era de 3,32 i el nombre mitjà de persones que vivien en cada família era de 3,76.
Per edats la població es repartia de la següent manera: un 27,3% tenia menys de 18 anys, un 9,0% entre 18 i 24, un 26,2% entre 25 i 44, un 25,0% de 45 a 64 i un 12,5% 65 anys o més.
L'edat mediana era de 35,3 anys. Per cada 100 dones hi havia 96,43 homes. Per cada 100 dones de 18 o més anys hi havia 93,55 homes.
La renda mediana per habitatge era de 47.250 $ i la renda mediana per família de 50.179 $. Els homes tenien una renda mediana de 23.750 $ mentre que les dones 28.056 $. La renda per capita de la població era de 13.882 $. Aproximadament el 16,5% de les famílies i el 16,8% de la població estaven per davall del llindar de pobresa.

## Poblacions més properes
El següent diagrama mostra les poblacions més properes.